# Кремлёв, Юлий Анатольевич
Юлий Анатольевич Кремлёв (19 июня 1908, Ессентуки — 19 февраля 1971, Ленинград) — советский музыковед, пианист и композитор, доктор искусствоведения, заслуженный деятель искусств РСФСР.

## Биография
Родился в 1908 году в Ессентуках. Начинал как пианист, занимался у С. И. Савшинского. С 1925 по 1928 год учился в Ленинградской консерватории по классу фортепиано у М. В. Юдиной. Затем, в 1933 году, окончил историко-теоретический факультет консерватории, а в 1937 году — аспирантуру под руководством Б. В. Асафьева.
В 1937 году Ю. А. Кремлёв стал научным сотрудником, а в 1942 — старшим научным сотрудником Ленинградского научно-исследовательского института театра, музыки и кинематографии. Там его научным руководителем был А. В. Оссовский. С 1957 по 1969 год заведовал в институте сектором музыки, в 1960—1961 годах был заместителем директора по научной части. С 1969 года — профессор.
Музыкально-критическую деятельность начал в 1930-х годах (первые опубликованные работы относятся к 1934 году). Тематика работ связана с проблемой стилей, историей русской музыкально-критической мысли, творчеством русских и зарубежных композиторов, вопросами музыкальной теории и эстетики. В числе наиболее значимых произведений — монографии о жизни и творчестве Шопена, Дебюсси, Массне, Сен-Санса и Гайдна. Также является автором брошюр об А. П. Бородине, Ф. Листе, В. Моцарте, Ж. Бизе, Дж. Мейербере, книги о Ленинградской консерватории («Ленинградская государственная консерватория. 1862—1937»), книг «Фортепианные сонаты Бетховена», «Симфонии Чайковского» и пр. Его труды переводились на иностранные языки, издавались в ряде европейских стран.
Большое внимание Ю. А. Кремлёв уделял советской музыкальной современности, написав ряд статей о советской музыке и книги, посвящённые таким композиторам, как В. П. Соловьёв-Седой и Т. Н. Хренников. Вместе с тем он был убеждённым противником музыки Шостаковича, хотя и осознавал масштаб его музыки как художественного явления.
В годы Великой Отечественной войны Кремлёв остался в Ленинграде, где выступал с концертами по радио как пианист и композитор, а также работал над рукописью «Очерков развития русской мысли о музыке». Постепенно она выросла в фундаментальное исследование, опубликованное в трёх томах под заглавием «Русская мысль о музыке: Очерки истории русской музыкальной критики и эстетики в XIX в.» (1954—1960). За эту работу ему была присуждена в 1962 году учёная степень доктора искусствоведения. Ранее, в 1957 году, Кремлёв получил звание заслуженного деятеля искусств РСФСР.
Ю. А. Кремлёв — автор ряда музыкальных произведений, в числе которых 15 сонат для фортепиано и другие фортепианные пьесы (программный цикл «Афоризмы», 24 прелюдии и пр.), сочинения для камерных инструментальных и вокально-инструментальных ансамблей, симфония, романсы и пр.. Он избирался членом правления Союза композиторов СССР; входил в редколлегию журнала «Советская музыка».
Умер 19 февраля 1971 года в Ленинграде. Похоронен на Серафимовском кладбище.